# 가와무라 다케오
가와무라 다케오(河村建夫, 1942년 11월 10일 ~ )는 일본의 정치인 가문 · 정치인이다. 자유민주당 소속. 아소 다로 총리 당시 제76대 관방장관을 지냈다. 중의원 10선 의원. 지역구는 야마구치현 제3구이지만 2021년 제49회 일본 중의원 의원 총선거에 불출마 및 정계 은퇴를 선언했다.

## 생애
일본 야마구치현 출신. 게이오 대학교 상학부 졸업. 2003년 9월부터 2004년 9월까지 문부과학상, 2008년 9월 24일부터 2009년 9월 16일까지 관방장관을 지냈다. 2013년 자민당 선거대책위원장을 지냈다.

## 정책.주장
- 인권옹호법 반대.
- 선택적 부부별성제 찬성.
- 외국인 참정권(외국인의 지방선거 투표권) 적극 찬성. 친구 중 재일 한국인이 있는 친한파로 알려져 있다.

## 역대 선거 결과
|  | 18.80% |

|  | 16.20% |

|  | 69.53% |

|  | 68.07% |

|  | 63.25% |

|  | 62.21% |

|  | 60.08% |

|  | 70.85% |

|  | 68.37% |

|  | 71.32% |

## 같이 보기
- 이이역